# Istočnosemitski jezici
Istočnosemitski jezici jedna od skupina semitskih jezika koji su se nekada govorili na području Babilonije i Akkada, današnji Irak i Sirija. Obuhvaćala je svega dva jezika, to su akadski [akk] i eblanski [xeb], koji su se govorili negdje od 3 milenija prije Krista, pa sve do 100 iza Krista.